# Білецький Спиридон Максимович
Спиридон Максимович Білецький (1 листопада 1881 — † ?) — полковник Армії УНР, дипломат, український громадський діяч в еміграції.

## Біографія
Народився у повітовому місті Вовчанськ. Походив з селян Харківської губернії. Закінчив Харківське повітове училище.

## На службі РІА
У 1900—1902 рр. — однорічник 2-го розряду 124-го піхотного Воронізького полку (Харків). Закінчив за 2-м розрядом Чугуївське піхотне юнкерське училище (22 квітня 1905 р.), вийшов підпоручиком до 62-го піхотного Суздальського полку. 20 листопада 1905 р. був переведений до кулеметної роти 16-ї піхотної дивізії. 13 лютого 1907 р. — переведений до 64-го піхотного Казанського полку (Білосток). 28 березня 1907 р. — переведений до 7-го Східно-Сибірського стрілецького полку. 11 листопада 1907 р. — переведений до 10-го Східно-Сибірського стрілецького полку (згодом — 10-й Сибірський стрілецький, м. Владивосток), у складі якого брав участь у Першій світовій війні. Останнє звання у російській армії — капітан.

## На службі УНР
З 17.04.1917 р. — голова Українського військового комітету ІХ-Ї російської армії. З 11.06.1917 р. — член Українського генерального військового комітету, з 3 липня 1917 — комісар Центральної Ради при ІХ-й російській армії.
З 18 листопада 1917 р. український консул у м. Галац (Румунія), з 7 жовтня 1918 р. генеральний консул Української Держави у Галаці (Румунія). З 7 грудня 1918 р. — начальник відділу закордонного зв'язку Головного управління Генерального штабу (ГУГШ) Української Держави, потому — УНР.
3 10 січня 1920 р. — начальник штабу 4-ї стрілецької бригади Армії УНР. З 2 квітня 1920 р. — начальник інспекторського відділу штабу Армії УНР.

## Подальша доля
Після війни проживав у Станіславові та займався візництвом. Відоме його листування з Іоанном (Шаховським), щодо яснослухання його дружини Наталії. У тридцяті роки подружжя емігрувало до Бразилії та оселилося у штаті Ріу-Гранді-ду-Сул. Власноруч вони побудували там дерев'яний православний храм. На початку 50-х років їх відвідав Іоанн, архієпископ Сан-Франциський та Західно-Американський.